# Alessandra Rancan
Alessandra Rancan (1986) é uma ginasta brasileira, bicampeã nacional de Pole Fitness e competidora internacional da modalidade, Alessandra representou o Brasil no mundial da modalidade em Londres, em 2014.

## Biografia
Alessandra foi atleta de ginástica rítmica durante dez anos, modalidade que possui diversos títulos estaduais. Possui conhecimentos ainda em danças como ballet e jazz, sendo praticante de pole dance desde 2011 sob treinamento de Cristina Longhi.

## Títulos
- 2013 - Melhor Performance Artística[4] e 3º Lugar no Miss Pole Dance Sudamérica[5]
- 2013 - 1° Lugar no Campeonato Brasileiro - Categoria Profissional[6]
- 2013 - 1° Lugar no Campeonato Paulista - Categoria Profissional[7]
- 2013 - Representou o Brasil no Campeonato Mundial de Pole Esporte, em Londres
- 2012 - 2° Lugar no Pole World Cup - Categoria Nacional Profissional[8]
- 2012 - 1° Lugar no Miss Pole Dance Brasil - Categoria MASTER[9]
- 2012 - 2° Lugar no Campeonato Paulista de Pole Dance
- 2011 - 1° Lugar no Pole World Cup - Categoria Nacional Amador[10]